# Liège (stacja metra)
Liège – stacja linii nr 13 metra  w Paryżu. Stacja znajduje się w 8. dzielnicy Paryża. Została otwarta 26 lutego 1911.